# 綠豆癀
綠豆癀又名綠豆黄、綠豆皇、綠豆篁，為民間口耳相傳的中藥偏方，號稱具有解毒功效。

## 相傳製程
傳統製程：挑選品質優良顆粒飽滿的綠豆裝進綠竹活枝的管節當中，密封使綠豆在密封的管節裡面發酵，經過一段時日，鋸下管節，去除管節綠皮，以利後續的浸泡滲透。
浸泡：傳統使用童子尿泡一段時間之後，清水浸泡以去除臭味。之後剖開竹管取出發酵過後的綠豆，日間曝曬，夜間曝於露水下。有的加上浸泡中藥配方，以增加藥效。

## 學術研究
- 2004年，臺北醫學大學醫學研究所，對於綠豆簧真菌菌株No.MZK-P01所生產抗氧化代謝物進行研究。[2]
- 2008年，實踐大學食品營養與保健生技研究所，對於綠豆篁之安全性、肝解毒系統及抗發炎功能進行研究評估。[3]

## 各地情況

### 台灣
2004年，被衛生署認定為偽藥。